# Fluorescencyjny Dysk Wielowarstwowy
Fluorescencyjny Dysk Wielowarstwowy, FDW (ang. FMD) – optyczny nośnik danych wyprodukowany przez Constellation 3D. Technologia nośnika opiera się na użyciu fluorescencyjnych materiałów do jego produkcji. Produkowane starszymi technologiami CD i DVD mogły mieć jedną lub dwie warstwy (ang. Double Layer). Użycie technologii fluorescencyjnej pozwala tym nośnikom posiadać nawet 100 warstw. Możliwości pojemnościowe takiego nośnika liczone są do 1 TB, z zachowaniem wymiarów nośnika CD lub DVD.

## Prezentacja na targach COMDEX 2000
Nośnik 50 GB (prototyp) został zaprezentowany na pokazie COMDEX w listopadzie 2000 roku. Pierwsze generacje tych nośników używały czerwonych laserów (650 nm). Pojemność nośnika wynosiła wtedy 140 GB. Następne generacje dysków FMD używały laserów 405 nm (niebieskich) dając pojemność do 1 TB.

## Dzieje firmy – twórcy FMD
Constellation 3D – twórca nośników FMD, zakończył działalność po skandalu na targach COMDEX 2000 gdzie fałszywe nośniki i czytniki nie odczytywały danych, a wszelkie wyniki odczytów czy zapisów odbywały się na dysku twardym. Po tej aferze firma zbankrutowała. W 2003 roku powstała firma D Data Inc, która postanowiła kontynuować pomysł tej innowacyjnej technologii przechowywania danych na nośnikach optycznych. Dysk pod sztandarem nowej firmy został zaprezentowany jako Digital Multilayer Disk (DMD, wielowarstwowy dysk cyfrowy).